# Бендаян, Рейчел
Рейчел Бендаян (англ. Rachel Bendayan; род. 1980, Монреаль, Квебек) — канадский политик, член Либеральной партии. Министр по делам иммиграции, беженцев и гражданства (2025).

## Биография
Марокканско-еврейского происхождения. Окончила Макгиллский университет, получив в 2002 году степень бакалавра искусств и в 2006 году — степень бакалавра гражданского права.
25 февраля 2019 года, представляя Либеральную партию, победила на дополнительных выборах в Палату общин Канады от округа Утрмо в Монреале, получив около 40 % голосов.
20 декабря 2024 года в ходе серии кадровых перестановок в правительстве Трюдо получила портфель министра официальных языков и должность помощника министра общественной безопасности.
14 марта 2025 года при формировании правительства Карни получила портфель министра по делам иммиграции, беженцев и гражданства.
13 мая 2025 года премьер-министр Марк Карни произвёл по итогам парламентских выборов масштабные перестановки в Кабинете, в результате которых Бендаян была исключена из правительства.